# Ta Mok
Ta Mok (1926 – 21 tháng 7 năm 2006) là cựu tư lệnh quân Khmer Đỏ kiêm Bí thư quân khu Tây Nam. Thời kỳ Khmer Đỏ cầm quyền tại Campuchia (1975 – 1979) thì Ta Mok được xem là nhân vật quyền lực đứng thứ 5 của Khmer Đỏ chỉ sau Pol Pot, Nuon Chea, Ieng Sary và Khieu Samphan.

## Tiểu Sử
Ta Mok tên thật là Chhit Choen sinh ra trong một gia đình nông dân tại tỉnh Takeo, miền Nam Campuchia. Không giống như các lãnh đạo cao cấp khác của Khmer Đỏ như Pol Pot, Khieu Samphan, Ieng Sary hay Son Sen... Ta Mok chưa bao giờ đi du học ở Pháp. Ông là người Hoa-Khmer.

### Hoạt động
Trong những năm 1940 Ta Mok tham gia phong trào kháng chiến chống Pháp và Nhật. Đến giữa những năm 1950, Ta Mok trở thành thành viên của Mặt trận Issarak Thống nhất do Sơn Ngọc Minh lãnh đạo. Năm 1962, Tou Samouth bị ám sát tại Phnom Penh, Pol Pot trở thành Tổng Bí thư của Đảng Nhân dân Cách mạng Khmer. Năm 1963 Pol Pot tổ chức đại hội Đảng lần thứ hai và đã đổi tên Đảng Nhân dân Cách mạng Khmer thành Đảng Công nhân Kampuchea và Ta Mok đã được đưa vào ban lãnh đạo cùng với So Phim, Son Sen và Vorn Vet.
Trước năm 1975, Ta Mok là Uỷ viên Quân ủy Trung ương, thường vụ Trung ương Đảng của Khmer Đỏ. Vào tháng 7 năm 1975, Pol Pot triệu tập đại hội các bí thư khu uỷ để thống nhất quân đội và phân định lại ranh giới. Quốc gia Campuchia được chia ra làm bảy khu. Ta Mok phụ trách khu Tây Nam.

### Vai trò trong Khmer Đỏ
Tháng 4 năm 1976, Ta Mok được bầu làm ủy viên thường vụ Phó chủ tịch Quốc hội của nhà nước Kampuchea Dân Chủ. Trong ban thường vụ trung ương Đảng (gọi là Angkar) lúc đó Ta Mok xếp hàng thứ tư chỉ sau Pol Pot, Nuon Chea và So Phim.
Năm 1977, Ta Mok lên nắm chức vụ tổng tư lệnh quân đội và đóng vai trò chủ đạo trong một loạt vụ thanh trừng nội bộ và gây ra nhiều vụ thảm sát, đặc biệt là cuộc thanh trừng và thảm sát hàng ngàn người tại quân khu Đông của So Phim vào tháng 6 năm 1978.
Năm 1979, khi Khmer Đỏ sụp đổ Ta Mok đưa tàn quân dưới quyền lên phía Bắc, từ căn cứ Anlong Veng và kiểm soát toàn bộ khu vực phía tây bắc Campuchia.
Đến năm 1997, sau khi cựu Bộ trưởng Quốc phòng của Khmer Đỏ là Son Sen bị Pol Pot thanh trừng và xử tử, Ta Mok đã lật đổ Pol Pot và bắt giam ông ta trong rừng cho đến chết.

## Bị bắt và xét xử
Sau nhiều năm lẩn trốn các đợt truy quét của quân chính phủ Campuchia, Ta Mok sau cùng đã bị bắt trên lãnh thổ Thái Lan vào ngày 6 tháng 3 năm 1999.
Tháng 2 năm 2002, Ta Mok chính thức bị buộc tội chống lại loài người.

## Qua đời
Trước khi phiên tòa sắp diễn ra, ngày 21 tháng 7 năm 2006, ông được chẩn đoán là bệnh tim và ông đã qua đời tại bệnh viện quân y sau khi hôn mê.

## Tham Khảo
1. ↑  "Ta Mok, Khmer Rouge Head Facing Genocide Trial, Dies". The New York Times (bằng tiếng Anh). ngày 21 tháng 7 năm 2006. ISSN 0362-4331. Truy cập ngày 22 tháng 9 năm 2022.